# 방위 의과대학교
방위 의과대학교(防衛医科大学校, 영어: National Defense Medical College)는 사이타마현 도코로자와시 나미키 산초메 2번지에 위치한 일본의 성청 대학교다. 약칭은 방위의대 혹은 방의다.
의사 자격을 가진 간부 자위관을 양성하고 교육하기 위해 만들어졌다. 의학과와 간호학과가 있으며 대학원에 상당하는 의학연구과도 있다. 치과의나 간호사 이외 약사·임상병리사 등의 교육 과정은 없기 때문에 필요한 경우 공개 모집을 거친다. 처음에는 6년제 의학과만 있었으며 간호사는 고등간호학원과 자위대 중앙병원 고등간호학원에서 교육했다. 하지만 두 기관을 폐지하고 2014년부터 방위 의과대학교에 4년제 간호학과를 신설했다.
「학교교육법」상 문부과학성이 소관하는 대학의 범주에 들지 않지만 의과대학에 준하는 취급을 받는다. 학생들은 등록금이나 수업료는 일절 지불하지 않는다. 정원 외 자위대원이므로 특별직 국가공무원의 신분을 가지기 때문에 급여가 나온다.
의학과 학생은 졸업 후에 의과간부후보생이 되어 육해공 간부후보생학교에 입학하여 6주 정도 교육 훈련을 받은 뒤 의사시험에 합격하면 2위로 임관한다. 다른 의사와 마찬가지로 2년간 연수의 생활을 해야 하는데 일반 병원에서 연수의 생활을 할 수 없어 방위 의과대학교 병원이나 자위대 중앙병원에서 연수를 받는다. 연수가 끝난 뒤에 자위대 병원이나 부대로 발령받아 근무하게 된다.
간호학과 학생은 자위관 코스와 기관 코스로 구분된다. 자위관 코스는 졸업 후 육해공 간부후보생학교에 진학해 교육 훈련을 받은 뒤 자위대 병원에서 신규 간호직 연수를 받고 간부 자위관이 되어 자위대 병원에나 부대에서 근무한다. 기관 코스를 졸업하면 기관이 되어 방위 의과대학교 병원에서 근무한다.
의학과를 졸업한 학생은 9년, 간호학과를 졸업한 학생은 6년간 의무적으로 자위대에서 근무해야 한다. 이를 위반하면 졸업할 때까지 국가에서 지원한 경비를 반납해야 한다. 설립 당시에는 남성만 응모할 수 있었지만 1985년부터 여성의 응모가 가능해졌다.

## 입시
일반 대학의 입학 시험과 거의 비슷하지만 학생의 신분이 자위대원이므로 공무원 채용 시험에 더 가깝다. 응모 자격은 만 18세 이상 만 21세 미만이어야 하며 자위대원으로 채용될 자격을 가져야만 한다.
1차 시험은 객관식과 주관식으로 구성되며 2차 시험은 면접과 논술, 신체 검사 등이 실시된다. 2021년부터 논술이 1차 시험으로 바뀌었다.

## 조직
의과교육부에 의학과·간호학과·의학연구과가 있는데 의학연구과는 대학원에 상당한다. 또한 동물실험시설과 공동이용연구시설이 있다. 부속 기관으로 방위 의과대학교 병원, 방위의학연구센터, 도서관이 있다.

### 역대 학교장
| 대수 | 이름                  | 재임 기간                        | 비고                                    |
| ---- | --------------------- | -------------------------------- | --------------------------------------- |
| 초대 | 마쓰바야시 히사키치   | 1973년 11월 27일~1978년 7월 11일 | 오키나와 대학 보건학부장 출신           |
|      | 薄田浩                | 1978년 7월 11일~1978년 8월 31일  | 관리 담당 부교장이 직무대리             |
| 2대  | 가노 야스유키         | 1978년 9월 1일~1985년 3월 16일   | 진료 담당 부교장이 승진                 |
| 3대  | 기쿠치 준이치로       | 1985년 3월 16일~1990년 3월 31일  | 호쿠리쿠 대학 병원장 출신               |
| 4대  | 尾形利郎              | 1990년 4월 1일~1994년 3월 31일   | 진료 담당 부교장이 승진                 |
| 5대  | 間宮群二              | 1994년 4월 1일~1997년 3월 31일   | 교육 담당 부교장이 승진                 |
| 6대  | 이치노와타리 나오미치 | 1997년 4월 1일~2003년 3월 31일   | 방위 의과대학교 병원 부원장 출신        |
| 7대  | 도리가타 치카오       | 2003년 4월 1일~2007년 3월 31일   | 교육 담당 부교장이 승진                 |
| 8대  | 하야카와 마사미치     | 2007년 4월 1일~2012년 3월 31일   | 교육 담당 부교장이 승진                 |
| 9대  | 미우라 소이치로       | 방위 의과대학교 병원 부원장 출신 |                                         |
| 10대 | 하세 가즈오           | 2017년 4월 1일~2021년 1월 21일   | 진료 담당 부교장이 승진                 |
| 11대 | 시노미야 나리요시     | 2021년 1월 22일~                 | 방위 의과대학교 방위의학연구센터장 출신 |

## 생활
모든 학생들은 부지 내의 학생생활관에서 집단 생활을 해야 한다. 간호학과 기관 코스는 대학 밖에서 등하교를 할 수 있으며 이 경우 교통비가 지급된다. 다만 생활관 입실을 희망할 경우 등록금을 지불해야 한다. 또한 모든 학생들은 학생 신분을 유지한 채 결혼을 할 수 있다. 동아리 활동이 활발하지만 방위 대학교와 달리 강제 참여는 아니다.
학생의 일과는 6시 30분에 기상 후 점호를 하며 8시에 조례·국기 게양, 8시 30분에 오전 수업, 11시 45분에 식사, 13시에 오후 수업, 17시 15분에 국기 강하, 20시 50분에 점호, 24시에 소등 순으로 이루어진다.
학생 전원으로 구성된 학생대가 편성되는데 이는 2개의 대대로 구분되며 제1대대는 1~4학년으로, 제2대대는 5~6학년으로 편제되어 있다. 제1대대는 4개 중대가 있고 제2대대는 2개 중대가 있는데 제1·3·4중대는 남성으로 구성되고 제2중대는 여성으로 구성되어 있다. 제5·6중대는 각각 5·6학년으로만 이루어져 있고 혼성 부대다. 중대는 2개의 소대로 나뉘는데 소대는 약 30명으로 구성된다. 각 대대·중대·소대에는 학생장을 둔다.
월요일~목요일에는 17시부터 20시에 한해 외출이 허락되는데 사전 허가를 받아야 한다. 금요일 17시부터 일요일 22시 30분까지는 기본적으로 자유롭게 외출이 가능하다.
학생들은 정해진 복장을 착용해야 하는데 남자 학생은 방위 대학교와 같지만 여자 학생은 방위 의대 독자적인 복장을 착용한다.

## 같이 보기
- 방위 의과대학교 병원
- 자위대
- 자위관
- 방위 대학교